# Victor Léon

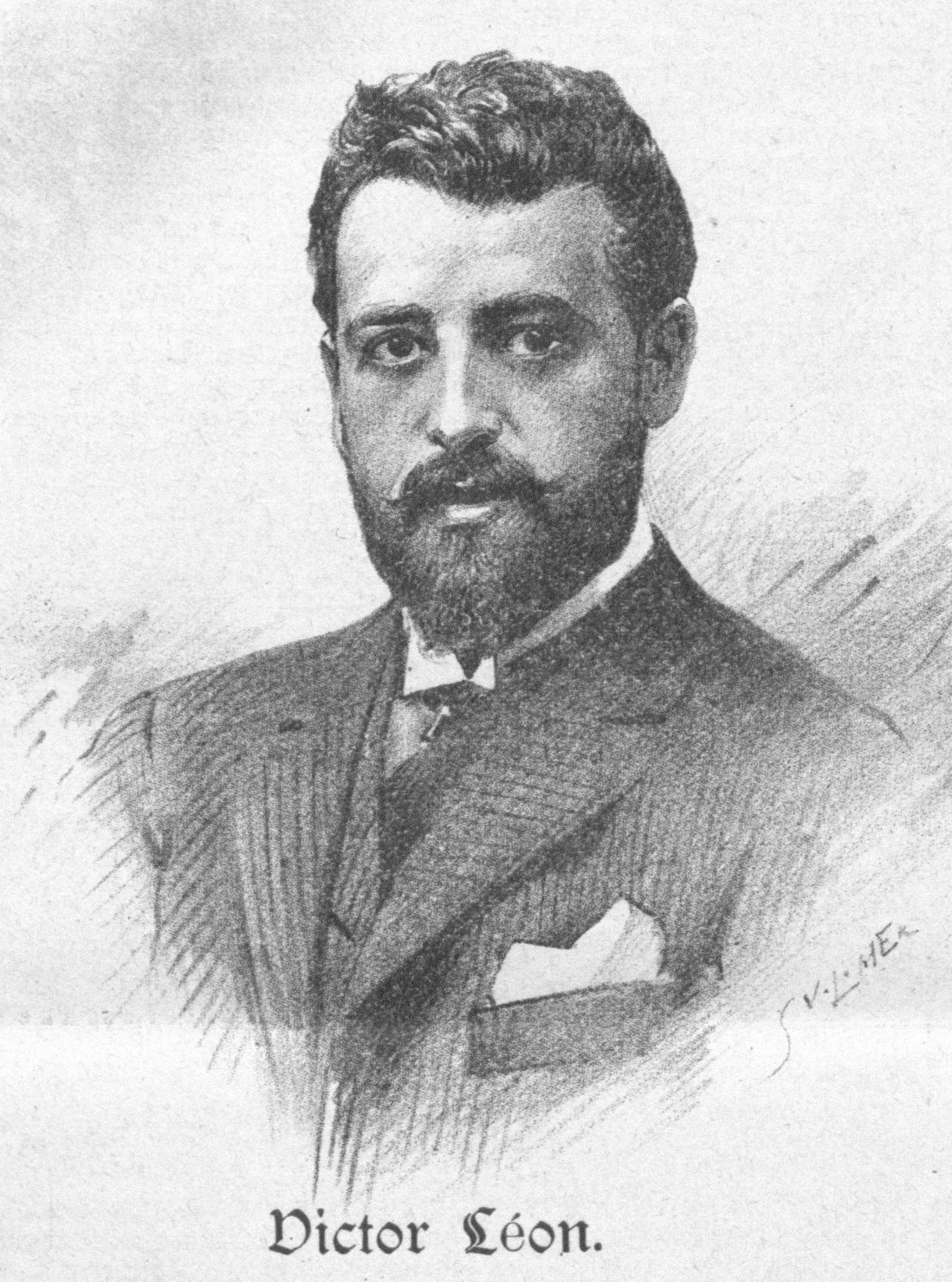
Victor Léon (1894)

Victor Léon (* 4. Januar 1858 in Szenic, Komitat Neutra, Kaisertum Österreich; † 23. Februar 1940 in Wien; eigentlich Victor Hirschfeld, oft auch Viktor Léon) war ein österreichischer Librettist, Textdichter und Autor.

## Leben
Victor Hirschfeld, Sohn des Rabbiners Jakob Heinrich Hirschfeld (* 20. Jänner 1819 in Sassin, † 6. Oktober 1902 in Wien), studierte Philosophie am Lyzeum Augsburg und der Universität Wien und besuchte das Wiener Konservatorium. Danach war er zunächst als Journalist tätig. Von 1877 bis 1884 gab er die Zeitschrift Die Hausfrau: Blätter für Haus und Wirthschaft heraus, bevor er sich dann unter seinem Pseudonym Victor Léon, das er bis zu seinem Tode beibehielt, in Theaterkreisen einen Namen zu machen begann. Er war mit Hermann Bahr befreundet und hatte engen Kontakt zum Literatenkreis im Café Griensteidl.

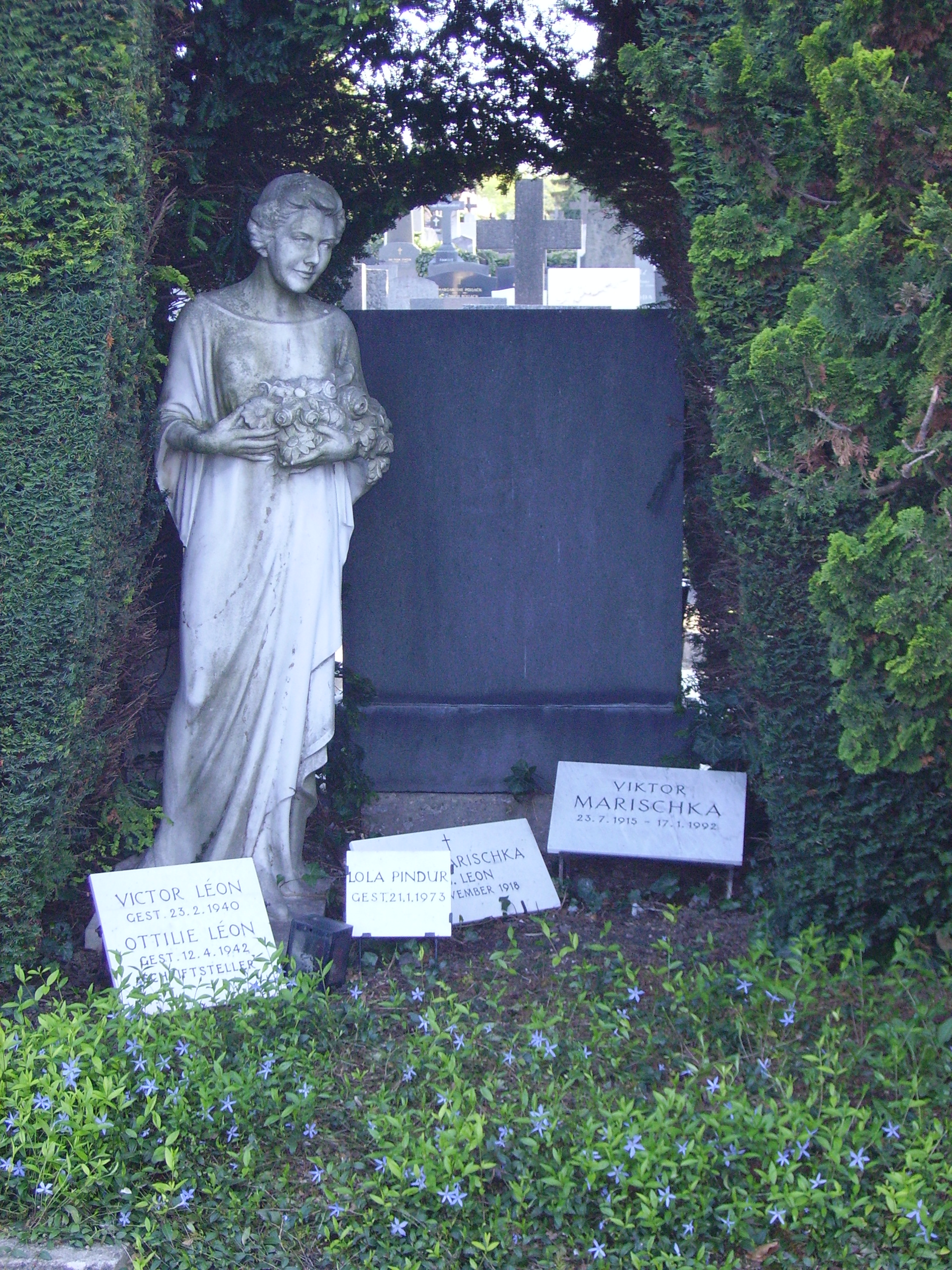
Grab am Hietzinger Friedhof

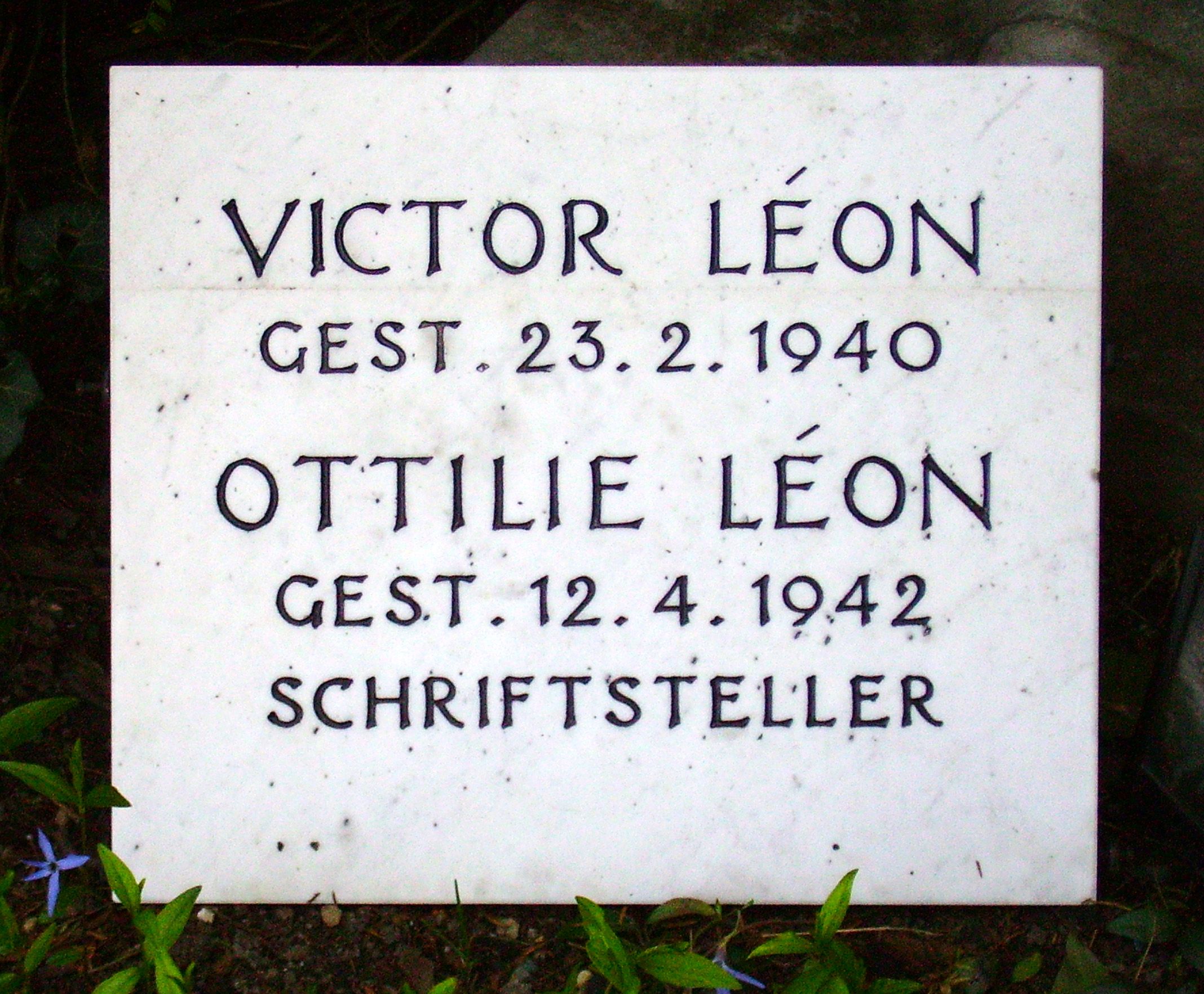
Gedenktafel am Grab

1878 debütierte er mit Falsche Fährte an dem in Wien-Margareten von 1837 bis 1895 bestehenden Sulkowskitheater (Lage heute: Wiedner Hauptstraße 123, 123a, 125, Gassergasse 44), blieb jedoch als Theaterschriftsteller noch erfolglos. 1881 war er Dramaturg am Theater in der Josefstadt, 1882 am Carltheater und 1883 am Theater an der Wien. Er schrieb zahlreiche Dramen, Volksstücke und Essays sowie, zum Teil gemeinsam mit seinem Bruder Leo Feld, Operettenlibretti für Komponisten wie Max von Weinzierl, Rudolf Raimann, Alfred Zamara und Johann Strauss (Sohn). Erst im Jahre 1897, als er zusammen mit Heinrich von Waldberg und dem Komponisten Richard Heuberger das Musikstück Der Opernball verfasste, gelang ihm der Durchbruch. Alsbald folgten die erfolgreichen Operetten Wiener Blut und Die lustige Witwe. Er arbeitete oft mit Leo Stein zusammen und trug mit ihm als Autor zu Lehárs Welterfolgen bei. Nach überwiegend journalistischer Tätigkeit in den Jahren von 1884 bis 1893 wurde er 1894 Dramaturg und Regisseur am Theater in der Josefstadt und wirkte ab 1897 als Regisseur am Carltheater, daneben erteilte er auch Schauspielunterricht.
Mit seiner Ehefrau Ottilie, geborene Popper (* 10. April 1869; † 12. April 1942), hatte er eine Tochter, Felicitas, Lizzi genannt (* 6. Oktober 1887; † 27. November 1918). Diese heiratete 1907 den damals noch als Schauspieler und Operettensänger tätigen Hubert Marischka. Lizzi selbst schlug damals das chinesische Ambiente von Die gelbe Jacke vor, die später als Das Land des Lächelns weltberühmt wurde. Doch Lizzi starb 1918, kaum dreißigjährig, nach der Geburt ihres dritten Kindes Franz Marischka an Blinddarmentzündung. Aus diesem Grunde widmete Victor Léon das Libretto für Die gelbe Jacke seiner Tochter. Léon selbst überlebte sowohl seine Tochter als auch seinen jüngeren Bruder. Zu seinen letzten Bühnenarbeiten zählt die Überwachung der Aufführungen für Lehárs Das Fürstenkind (auch: Der Fürst der Berge) im Jahre 1932. Nach dem „Anschluss“ Österreichs 1938 wurde ihm als Jude Berufsverbot auferlegt. Zuletzt wohnte er in Wien-Hietzing, Wattmanngasse 22. Sein ehrenhalber gewidmetes Grab befindet sich auf dem Hietzinger Friedhof (Gruppe 12, Nummer 71).
Im Hinblick auf die bevorstehende Verlassenschaftsverhandlung wurde Viktor Léon 1940 amtsgerichtlich (Hietzing) als slowakischer Staatsbürger (Zuständigkeit: Sassin) geführt.
Seine Deportation, und die seiner Ehefrau, – als Juden – blieb ihm dank des Einsatzes seines Komponisten Franz Lehár erspart: Beide konnten in ihrer Villa bis zu ihrem Tod 1940 bzw. 1942 verbleiben.

## Ehrungen
1955 wurde die Viktor-Leon-Gasse in Wien-Hietzing nach ihm benannt.

## Werke
Volksstücke
- Gebildete Menschen. Volksstück in drei Akten, 1895[7]
- Fräulein Lehrerin, mit Leo Feld, 1905, OBV.
- Ein dunkler Ehrenmann. Schauspiel in drei Akten, 1919, OBV.

Komödien
- Falsche Fährte, 1878, veröffentlicht als Postillon d’amour, OBV.
- —, Heinrich von Waldberg (1862–1929): Atelier Mazabou, 1887[8]
- Die grünen Bücher. Lustspiel in einem Aufzug, 1900, OBV.
- —, Leo Feld, Robert Stolz: Der große Name, 1909, OBV.

Opern-, Operettenlibretti
- Der Doppelgänger, 1886 (Musik: Alfred Zamara)
- Simplicius, 1887 (Musik: Johann Strauss (Sohn))
- Friedel mit der leeren Tasche. Oper in drei Acten, 1892, (Musik: Max Josef Beer)
- Das Modell, 1895 (Musik: Franz-von-Suppè-Nachlass)
- Der Strike der Schmiede, 1897 (Musik: Max Josef Beer)
- Der Opernball, 1898 (Musik: Richard Heuberger)
- Wiener Blut, 1899 (Musik: Johann Strauss (Sohn) arrangiert von Adolf Müller junior)
- Der polnische Jude (gemeinsam mit Richard Batka), 1901 (Musik: Karel Weis)
- Der Rastelbinder, 1902 (Musik: Franz Lehár)
- Die Schönen von Fogaras, 1903 (Musik: Alfred Grünfeld)
- Barfüßele, 1904, (Musik: Richard Heuberger)
- Der Göttergatte, 1904 (Musik: Franz Lehár)
- Die lustige Witwe, 1905 (Musik: Franz Lehár)
- Vergeltsgott, 1905, (Musik: Leo Ascher)
- Der fidele Bauer, 1907 (Musik: Leo Fall)
- Die geschiedene Frau, 1908, (Musik: Leo Fall)
- Das Fürstenkind, 1909, (Musik: Franz Lehár)
- Das erste Weib. Operette in drei Akten, 1910, (Musik: Bruno Hartl)
- Die eiserne Jungfrau. Operette in drei Akten, 1911, (Musik: Robert Stolz)
- Der Nachtschnellzug, 1913, (Musik: Leo Fall)
- Gold gab ich für Eisen, 1914 (Musik: Emmerich Kálmán), Libretto als PDF (25 MB)
- Wiener Volkssänger, 1919 (Musik: Robert Mahler)
- Die gelbe Jacke, 1923 (Musik: Franz Lehár)
- La Barberina, 1928, (Musik: Leo Ascher)
- Der Fürst der Berge, 1932, Neufassung von Das Fürstenkind aus dem Jahr 1909 (Musik: Franz Lehár)

Schriften
- Dramaturgisches Brevier. Ein populäres Hand- und Nachschlagebuch für Bühnenschriftsteller, Schauspieler, Kritiker und Laien. Excerpte aus sämmtlichen dramaturgischen Schriften Lessings, nach Materien geordnet und mit Erläuterungen versehen. Zweite Auflage. Rubinverlag, München 1894, OBV.